# ライリーの初デート?
『ライリーの初デート?』（原題：Riley's First Date?）は、2015年のアメリカ合衆国のロマンティック・コメディの短編アニメ映画。ピクサー・アニメーション・スタジオ製作。ジョシュ・クーリーが脚本と監督を務めた。2015年8月14日にカリフォルニア州アナハイムで開催されたD23 EXPOで初公開され、10月13日にデジタルHD版の『インサイド・ヘッド』（2015年）のリリース、および11月3日のBlu-ray版に収録された。本作は『インサイド・ヘッド』の後の出来事を描いており、ライリーの両親とその感情が、ライリーがジョーダンという名前の男の子とデートに行くのではないかと疑う様子が描かれている。

## ストーリー
ライリーは現在12歳で、両親と一緒に家でくつろいでいると、学校の友達であるジョーダンという男の子（『インサイド・ヘッド』の最後に少し登場した人物）が、彼女や友達と一緒にスケートをしにやってくる。ライリーの両親は、娘がデートに行くのではないかと疑い、その感情が反応する。ライリーの母親は、クールに見せようとしてスラングを使いながら情報を引き出そうとするが、それはライリー（とその感情たち）にとって非常に困惑させられるものだった。
一方、ライリーの父親は、ジョーダンを威圧して尋問しようとする。ジョーダンがぼんやりしているのを見て、父親（とその感情たち）はそれを反抗的な態度と捉え、彼を家から追い出そうとするが、ジョーダンがバンドでベースを弾いていることを話すと、父親は自分がバンドでリードギタリストだった頃の記憶を思い出し、二人はAC/DCへの共通の愛で意気投合する。ライリーが階下に降りてくると、父親とジョーダンがAC/DCの「バック・イン・ブラック」に合わせて盛り上がっており、その過程でテーブルや椅子をひっくり返してしまう。
恥ずかしくなったライリーは、急いでジョーダンを玄関から送り出し、それを見ていた両親は、ジョーダンが「いい子だ」と結論づけ、自分たちの恋愛を懐かしく感じる。
本作は、ライリーの両親がキスを交わし、ライリーの父親の感情が興奮の渦に巻き込まれ、AC/DCの『バック・イン・ブラック』に合わせて再び祝福するところで終わる。
エンドクレジットの後、再びライリーの母親の頭の中の様子が描かれ、彼女がベルリンの「テイク・マイ・ブレス・アウェイ」に合わせてキスを楽しんでいる。しばらくしてキスをやめると、ライリーの父親はひっくり返したテーブルを直しに行く。

## キャスト
- ヨロコビ: エイミー・ポーラー（竹内結子）
- カナシミ: フィリス・スミス（大竹しのぶ）
- ビビリ: ビル・ヘイダー（落合弘治）
- イカリ: ルイス・ブラック（浦山迅）
- ムカムカ: ミンディ・カリング（小松由佳）
- ライリー・アンダーソン: ケイトリン・ディアス（伊集院茉衣）
- ジル・アンダーソン（ライリーのママ）: ダイアン・レイン（田中敦子）
- ビル・アンダーソン（ライリーのパパ）: カイル・マクラクラン（花輪英司）
- ジョーダン: ベン・コックス（堀川恭司）
- ジルのヨロコビ: シェリー・リン（英語版）（長尾明希）
- ジルのカナシミ: ロリ・アラン（英語版）（さとうあい）
- ジルのビビリ: ラレイン・ニューマン（野一祐子）

- ジルのイカリ: ポーラ・ペル（英語版）（定岡小百合）
- ジルのムカムカ: シェリー・リン（小林希唯）
- ビルのヨロコビ: パトリック・シーツ（英語版）（岡井克升）
- ビルのカナシミ: ジョシュ・クーリー（仲野裕）
- ビルのイカリ: ピート・ドクター（間宮康弘）
- ビルのビビリ: カルロス・アラズラキ（及川ナオキ）
- ビルのムカムカ: キース・ファーガソン（英語版）
- ジョーダンのヨロコビ: ビル・ヘイダー（寺島惇太）
- ジョーダンのビビリ: フリー（高坂宙）
- ジョーダンのムカムカ: モナ・マーシャル
- ジョーダンのイカリ: グレッグ・バーガー
- ジョーダンのカナシミ: キース・ファーガソン

## 製作
「もしこの子が突然現れて、父親が彼のことを全く知らなかったら、頭の中は混乱してしまう。『この人は誰なんだ？何のためにここにいるんだ？』と。すでに頭の中の声が話し始めている」 – ジョシュ・クーリー、プロットがどのように作られたかをまとめて。
『インサイド・ヘッド』の制作最終年に、ピクサーはこの映画を基にした短編を作るために集まった。ジョシュ・クーリーによれば、「映画の最後に出てくる男の子ととても楽しく過ごせたため、彼らをある状況に置いて、そこで何が起こるか見てみたかった。本作は、『インサイド・ヘッド』の続きを観ているような感覚で作った」とのこと。
ピクサーのスタッフのほとんどが娘を持つ父親であり、『インサイド・ヘッド』の編集者ケヴィン・ノルティングが「最初の男の子が現れるのを待ってみて」と会議で述べたことから、このプロットはライリーの両親が男の子（ジョーダンと名付けられた）にどのように反応するかに発展した。
クーリーは自身の経験をもとにこのストーリーを始めた。彼が義父に初めて会ったとき、「彼は少しよそよそしかった」が、クーリーがバンドに所属していることを話すと、義父がドラムを演奏していたことから、2人は打ち解け始めたというエピソードである。ジョーダンの感情的な未熟さは、コメディとして描かれており、「男の子は成長が遅い。彼が追いついてくるような、子供のような思考をするのが自然に感じられた」と述べている。
本作は約10か月で完成し、長編映画と同じキャラクターモデルや風景を使用し、ライリーの母親の頭の中が映されるシーンでは、同じカメラショットが使われるほどだった。
さまざまな曲の候補を検討した結果、プロデューサーたちは最終的にAC/DCを選んだ。クーリーは、AC/DCを世代をつなぐバンドと考え、「彼らのコンサートに行ったとき、私の前に7歳の子供がいて、後ろには80歳の老人がいた」と語っている。

## 評価
CineMagazineはこの短編に4つ星をつけた。